# FANCD2OS
FANCD2OS (англ. FANCD2 opposite strand) – білок, який кодується однойменним геном, розташованим у людей на короткому плечі 3-ї хромосоми.  Довжина поліпептидного ланцюга білка становить 177 амінокислот, а молекулярна маса — 20 188.
| 10         |  | 20         |  | 30         |  | 40         |  | 50         |
| ---------- |  | ---------- |  | ---------- |  | ---------- |  | ---------- |
| MAGYQLWSPW |  | TPLDESFQWL |  | RHTTPTPSSK |  | HPFKASPCFP |  | HTPSDLEVQL |
| CFQEVTLVLD |  | SPFLESGVSP |  | KLPCHTSELR |  | TMNNKGLVRK |  | PQPIRLSGVD |
| SVFGRVITAQ |  | PPKWTGTFRV |  | SDKSAFCKII |  | SREHQWPIGL |  | KEPQIQMTVT |
| MCKQMLRSIL |  | LLYATYKKCT |  | FALQHSK    |  |            |  |            |

A: Аланін

C: Цистеїн

D: Аспарагінова кислота

E: Глутамінова кислота

F: Фенілаланін

G: Гліцин

H: Гістидин

I: Ізолейцин

K: Лізин

L: Лейцин

M: Метіонін

N: Аспарагін

P: Пролін

Q: Глутамін

R: Аргінін

S: Серин

T: Треонін

V: Валін

W: Триптофан